# Tidebønner (kristendom)
 For alternative betydninger, se Tidebønner. (Se også artikler, som begynder med Tidebønner)
Tidebøn er navnet på en bønspraksis, der følger døgnets rytme. 
Tidebønner har mest omfattende været dyrket i klostersamfund, hvor man døgnet igennem har holdt tidebønsgudstjenester. 
I det klassiske tidebønsskema fra den katolske kirke er der 8 tidebønner:
- Matutin
- Laudes
- Prim
- Terts
- Sext
- Non
- Vesper
- Completorium

## Traditioner
Tidebønnerne rummer en stadig gentagelse af de 150 salmer fra Det gamle Testamente. De tre lovsange fra Det nye Testamente Benedictus, Magnificat og Nunc dimittis indgår fast i henholdsvis Laudes, Vesper og Completorium. I det hele taget består tidebønnerne primært af bibeltekster. Næsten kun de strofiske hymner er ikke ordret taget fra Bibelen.
Den klassiske fremføringsmåde af tidebønnerne er at synge dem på gregorianske melodier, i vekselsang mellem to halvdele af deltagerne eller mellem en forsanger og de øvrige.
Ved siden af den sungne tidebøn findes også tidebønnen som individuel andagt, hvor den katolske præst læser tidebønnerne for sig selv af sit breviar. Melodibogen til tidebønnerne kaldes antifonale.
Også den ortodokse kirke har en tilsvarende tidebønstradition.
I den anglikanske kirke har man traditionen med daglig Morning og Evening Prayer, som også er en tidebøn, og i sin opbygning i familie med den katolske tidebøn.
I dansk folkekirkelig sammenhæng dyrkes tidebøn i mindre omfang, bl.a. af Selskabet for Tidebøn og Gregoriansk Sang (tidl. Selskabet Dansk Tidegærd) og Theologisk Oratorium. Der er udgivet tidebog og antifonale på dansk.